# Diego Ramírez-szigeteki tüskefarkú
A Diego Ramírez-szigeteki tüskefarkú (Aphrastura subantarctica) a madarak (Aves) osztályának verébalakúak (Passeriformes) rendjébe és a fazekasmadár-félék (Tyrannidae) családjába tartozó faj.

## Rendszerezése
A fajt Ricardo Rozzi, Claudio S. Quilodrán, Esteban Botero-Delgadillo,  Ramiro D. Crego, Constanza Napolitano, Barroso, Juan Carlos Torres-Mura & Rodrigo A. Vásquez írták le 2022-ben.

## Előfordulása
Dél-Amerikában a Chiléhez tartozó Diego Ramírez-szigetek területén honos. Természetes élőhelyei a mérsékelt égövi füves puszták és gyepek. Állandó nem vonuló faj.

## Megjelenése
Testtömege 15 gramm. Rövidebb a farka mint nembe tartozó fajoknak.

## Életmódja
Egyedül, vagy párban gerinctelenekkel táplálkozik.

## Szaporodása
Fészkét talajba vájt üregbe készíti.

## Természetvédelmi helyzete
Az elterjedési területe kicsi, egyedszáma pedig ismeretlen. A Természetvédelmi Világszövetség Vörös listáján nem szerepel.